# Hans Guido Mutke

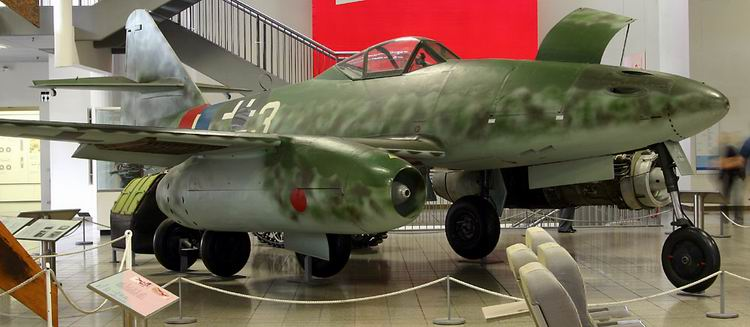
Messerschmitt Me 262A-1a/R1 Mutkego: W.Nr. 500071; Biała 3

Hans Guido Mutke (ur. 25 marca 1921 w Nysie; zm. 8 kwietnia 2004 w Monachium) – niemiecki lotnik. Pretenduje do miana pierwszego pilota, który zdołał przekroczyć w locie barierę dźwięku.
Podczas II wojny światowej służył w niemieckim lotnictwie wojskowym Luftwaffe. Początkowo latał przez 3 lata w jednostce myśliwców nocnych Messerschmitt Bf 110. W marcu 1945 został przeniesiony do III eskadry dywizjonu treningu operacyjnego EJG 2 (III./EJG 2), stacjonującego na lotnisku Lagerlechfeld, w celu przeszkolenia go na dzienne myśliwce odrzutowe Messerschmitt Me 262. Pierwszy lot na Me 262 odbył 5 kwietnia.
9 kwietnia 1945 Mutke odbywał kolejny lot nad Innsbruckiem, samolotem Me 262 numer: 500071 – Biała 3. Lecąc na dużej wysokości ponad 12 000 m, uzyskał wiadomość przez radio, że startujący samolot jego kolegi jest atakowany nad lotniskiem przez myśliwiec amerykański P-51 Mustang. Mutke rzucił się na pomoc, przechodząc w stromy lot nurkowy pod kątem ok. 40° i rozwijając pełny ciąg silników. Po kilku sekundach jego Me 262 zaczął silnie wibrować, trząść się i kołysać na boki, a wskaźnik prędkości utknął na końcowej wartości 1100 km/h. Na chwilę samolot przestał reagować na stery, po czym wszedł w pogłębiające się nurkowanie. Po zmniejszeniu ciągu silników, samolot zwolnił i dał się opanować, aczkolwiek po wylądowaniu okazało się, że skrzydła samolotu są zdeformowane i odpadły niektóre nity od poszycia.
Po wojnie, po pierwszym potwierdzonym przełamaniu bariery dźwięku, dokonanym przez Charlesa Yeagera w 1947 i lepszym poznaniu zjawisk związanych z jej przekraczaniem, Mutke porównując swoje doznania doszedł do wniosku, że 9 kwietnia przekroczył barierę dźwięku.
Przekroczenie bariery dźwięku przez Mutkego nie może być jednak jednoznacznie potwierdzone lub zanegowane. Efekty opisywane przez niego mogły wiązać się z osiągnięciem prędkości poddźwiękowej, kiedy występują drgania samolotu (buffeting). Według testów fabrycznych Messerschmitta, Me 262 był zdolny do osiągnięcia prędkości poddźwiękowej 0,86 Ma w locie nurkowym, po której przekroczeniu wpadał w niekontrolowane pogłębiające się nurkowanie, dlatego przekraczanie prędkości 950 km/h było surowo zabronione. Nie jest pewne, czy wskazanie prędkości 1100 km/h w locie Mutkego było dokładne; a nawet w przypadku osiągnięcia takiej prędkości, nie wiadomo na jakiej wysokości została osiągnięta, co nie musiało wiązać się z przekroczeniem 
prędkości dźwięku.
Sam Mutke nie wykluczał, że prędkości naddźwiękowe mogły być wcześniej uzyskane przez niektórych innych pilotów na Me 262, którzy nie byli jednak tak szczęśliwi i ginęli w wypadkach. Amerykańska instrukcja samolotu Me 262 ze stycznia 1946 sugeruje, że bariera dźwięku mogła być przekroczona również przez amerykańskich pilotów testujących Me 262 po wojnie.
Po wojnie pracował jako pilot cywilny w Boliwii. Potem został ginekologiem
Zmarł 8 kwietnia 2004 w Monachium podczas operacji zastawki serca.
Mutke zdecydował, że po śmierci jego ciało poddane zostało procesowi plastynacji i przekazane na cele wystawy Body Worlds, organizowanej przez Gunthera von Hagensa.